# Manifest

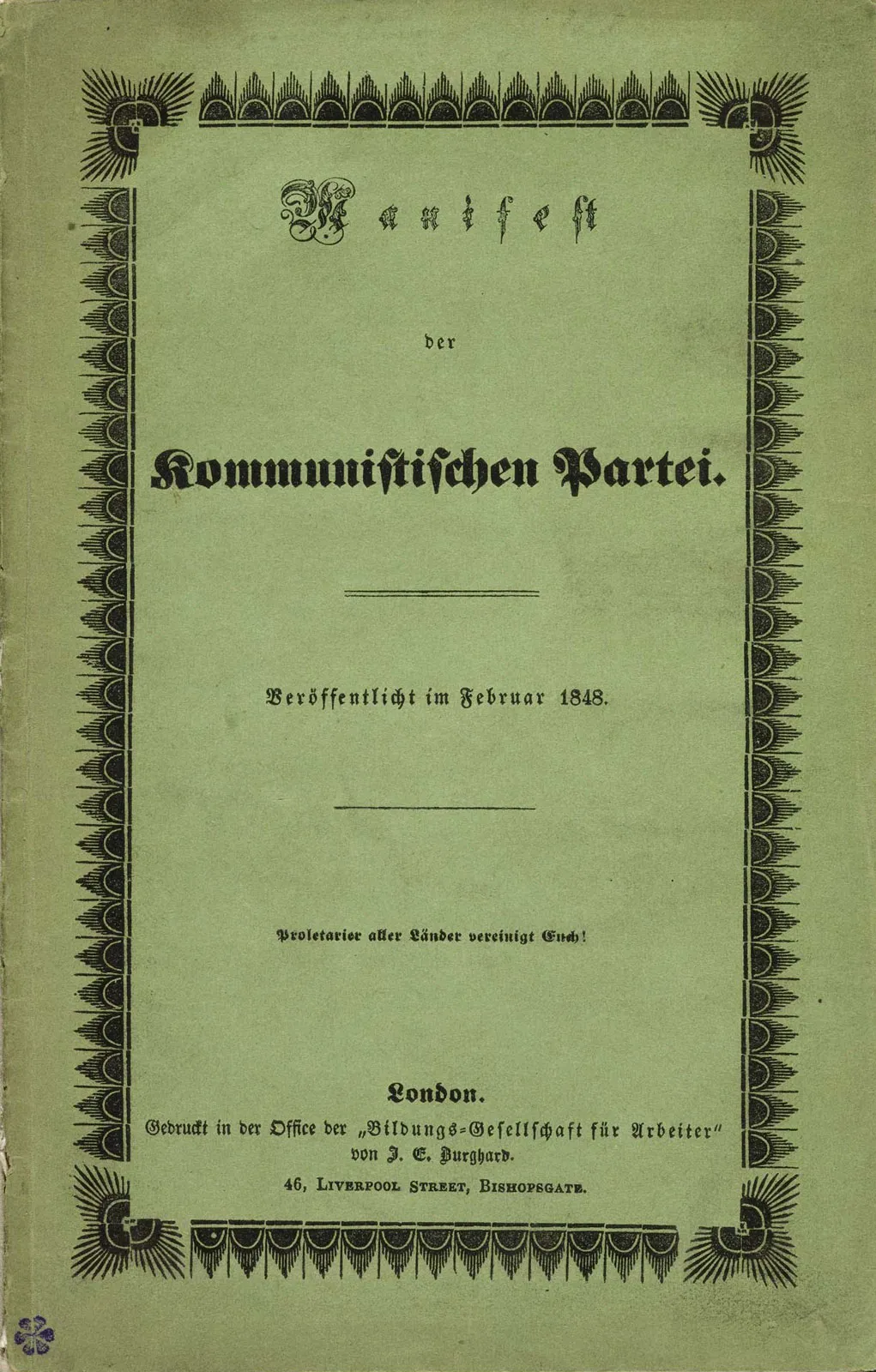
El Manifest Comunista

Un manifest és una declaració pública de principis i intencions, ja sigui de naturalesa política o artística, que pot ser d'un individu, un grup, un partit polític o un govern.
Un manifest normalment accepta una opinió publicada prèviament o sobre la qual hi ha consens públic o bé promou una idea nova amb nocions prescriptives per dur a terme els canvis que l'autor creu que s'han de fer. Sovint és de naturalesa política, social o artística, de vegades també pot ser revolucionari, però també pot representar simplement la posició d'un individu. Els manifestos relacionats amb les creences religioses s'anomenen, generalment credos.
Pot criticar una situació actual, però també anunciar l'adveniment d'un nou moviment o fins i tot d'una nova era. Per exemple, és conegut el Manifest del Futurisme de Filippo Tommaso Marinetti (1909), el Manifest del Surrealisme d'André Breton (1924), i el Manifest Comunista de Karl Marx i Friedrich Engels (1848).